# Moa Kikuchi

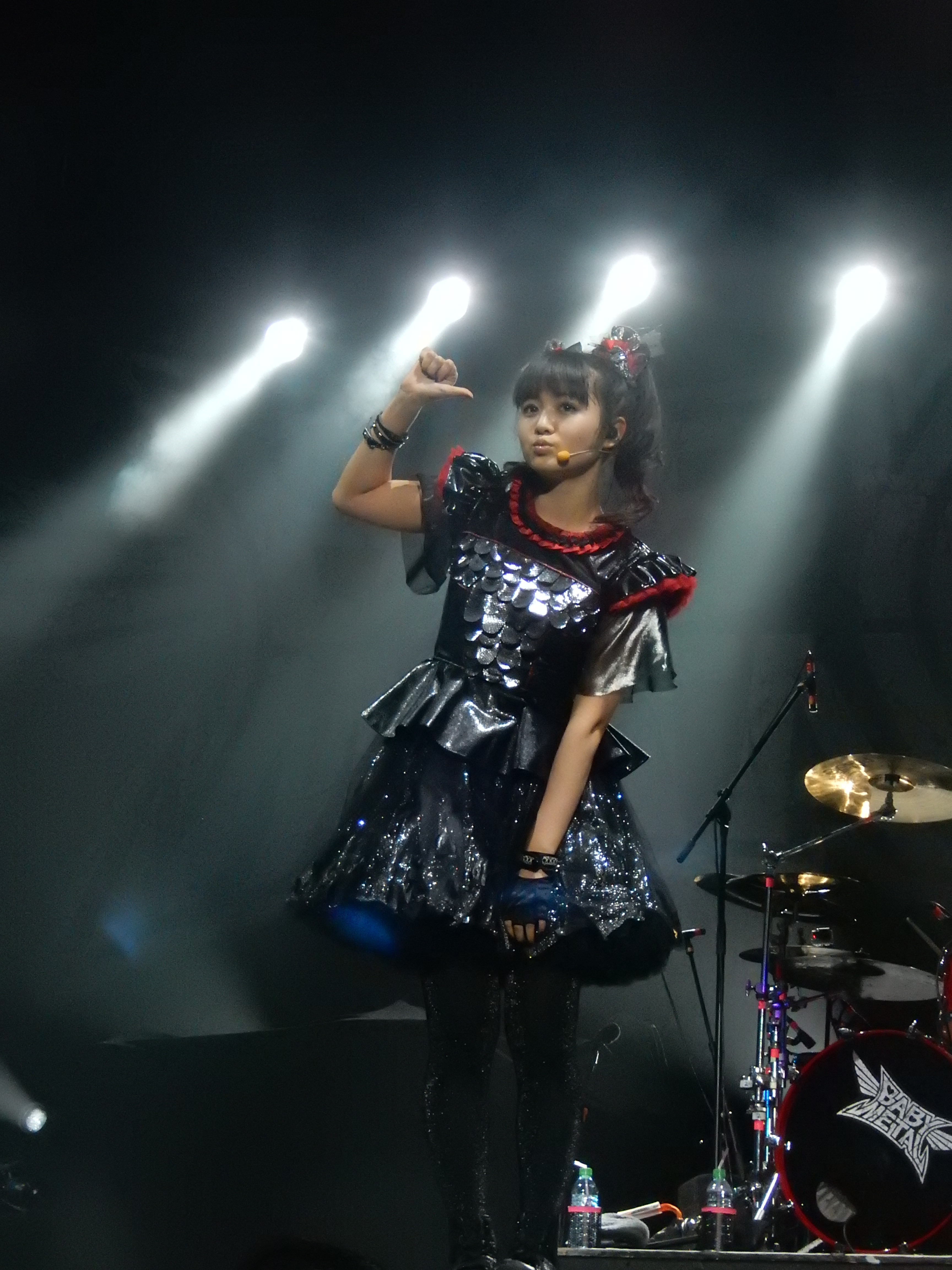
Moa Kikuchi in der O2 Arena in London (2016)

Moa Kikuchi (japanisch 菊地 最愛, Kikuchi Moa, auch als Moametal bekannt; geboren am 4. Juli 1999 in Nagoya) ist eine japanische Sängerin. Sie ist seit 2010 Sängerin und Musikerin der Kawaii-Metal-Band Babymetal. Parallel dazu gehörte sie von 2010 bis 2015 der Idol-Popgruppe Sakura Gakuin an. Außerdem war sie als Model tätig.

## Biografie
2007 nahm Kikuchi im Alter von acht Jahren an der Ciao Girl Audition teil und gewann unter mehr als 10.000 Teilnehmerinnen den ersten Preis. Daraufhin wurde sie von der Talentagentur Amuse unter Vertrag genommen. Als so genanntes „Ciao Girl“ war sie Exklusiv-Model für das Manga-Magazin Ciao aus dem Verlag Shōgakukan. Sie war in mehreren Werbespots für Ciao-Produkte und auch für das Happy Meal von McDonalds zu sehen.
Kikuchi trat im August 2010 der von Amuse geführten Idol-Popgruppe Sakura Gakuin bei. Diese thematisiert den Schulalltag und setzt sich aus mehreren Subgruppen zusammen, die verschiedenen von Schulen organisierten Freizeitaktivitäten nachempfunden sind. Eine dieser Subgruppen war der Jūon-bu (重音部), der „Club für harte Musik“ (bestehend aus Kikuchi, Yui Mizuno und Suzuka Nakamoto), dessen Auftritte unter den Namen Babymetal erfolgten. Daneben gehörte sie zwei weiteren Subgruppen an, Twinklestars und Mini-pati. Zusammen mit Mizuno trat sie von 2011 bis 2013 in mehreren Folgen der Kindersendung Saku saku von TV Kanagawa auf, ebenso 2012 in Werbespots für W-LAN-Dienstleistungen von Nippon Telegraph and Telephone. Das Management von Amuse beschloss 2013, Babymetal wegen des unerwartet großen Erfolgs als eigenständiges Projekt weiterzuführen. Kikuchi blieb zwei Jahre lang parallel dazu auch Mitglied von Sakura Gakuin. Von April 2014 bis zu ihrem Austritt im März 2015 war sie als so genannte „Schülersprecherin“ die Leaderin der Gruppe.
Bis zu Mizunos Austritt im Jahr 2018 bildete Kikuchi mit ihr zusammen die Subgruppe „Black Babymetal“ innerhalb von Babymetal, die im Duett sang, wenn Nakamoto nicht auf der Bühne stand. Kikuchi ist Co-Autorin von Song 4 (4の歌, Yon no uta) auf dem Debütalbum Babymetal; das Lied handelt von dem in Asien weit verbreiteten Aberglauben um die Zahl 4. In seltenen Fällen tritt sie bei Konzerten auch mit E-Gitarre auf – beispielsweise bei den Alternative Press Music Awards 2016, als Babymetal zusammen mit Rob Halford das Lied Breaking the Law von Judas Priest spielte.

## Diskografie

### Mit Sakura Gakuin
- Sakura Gakuin 2010 Nendo: Message (2011)
- Sakura Gakuin 2011 Nendo: Friends (2012)
- Sakura Gakuin 2012 Nendo: My Generation (2013)
- Sakura Gakuin 2013 Nendo: Kizuna (2014)
- Sakura Gakuin 2014 Nendo: Kimi ni Todoke (2015)

### Mit Babymetal
- Babymetal (2014)
- Metal Resistance (2016)
- Metal Galaxy (2019)
- The Other One (2023)